# Karl Larsen (Manager)
Karl Heinrich Christian Larsen (* 25. Februar 1900 in Würzburg; † 11. Oktober 1978 in Köln) war Präsident des Deutschen Genossenschaftsverbands, einem der Vorläufer des Deutschen Genossenschafts- und Raiffeisenverband, und Träger des Großen Bundesverdienstkreuzes mit Stern.

## Leben
Als Kriegsfreiwilliger zog er gegen Ende des Ersten Weltkriegs ins Feld und war nach Kriegsende in Würzburg in einem Freikorps. Mit 19 Jahren begann Larsen sein Studium der Sozial- und Wirtschaftswissenschaften in Frankfurt am Main. Dort wurde er aktiv bei der Landsmannschaft Moenania, die später in die Frankfurter Burschenschaft Arminia aufging. Nach dem Staatsexamen wurde er am 15. März 1926 an der Universität Frankfurt am Main mit der Arbeit Die wirtschaftliche Entwicklung der Landgrafschaft Hessen-Homburg 1816-1866 promoviert. Anschließend absolvierte Larsen eine Banklehre.
1928 wurde er Direktor der Rheingauer Volksbank in Geisenheim am Rhein. 1943 wurde er als Leutnant der Reserve eingezogen und war bis zum Kriegsende im Feld. Nach Kriegsende wurde er Vorstandsvorsitzender seiner Volksbank und setzte sich stark für die Soziale Marktwirtschaft ein. Später wurde er Präsident des Deutschen Genossenschaftsverbandes in Bonn.
Larsen wohnte zuletzt in Geisenheim. Er starb 1978 im Alter von 78 Jahren. Er war verwitwet von Luise Elise Minna geborene Wagner, die er 1927 in Frankfurt am Main geheiratet hatte.

## Schriften
- Wie können Teile des Sparaufkommens auf die Kapitalversorgung der Kleinbetriebe geleitet werden? In: Eigenes Kapital, gemünzte Freiheit, 1966, S. 95–106.

## Auszeichnungen
- 1960: Großes Bundesverdienstkreuz
- 1969: Großes Bundesverdienstkreuz mit Stern
- 1965: Ehrensenator der Universität Marburg
- 1955: Philipps-Plakette der Universität Marburg
- Die Stadt Geisenheim hat eine Straße nach ihm benannt (Dr.-Karl-Larsen-Weg)